# Mycetophila luteolateralis
Mycetophila luteolateralis är en tvåvingeart som beskrevs av Tonnoir och Edwards 1927. Mycetophila luteolateralis ingår i släktet Mycetophila och familjen svampmyggor. Inga underarter finns listade i Catalogue of Life.